# Dmytro Filiptschuk
Dmytro „DIMAGA“ Filiptschuk (* 3. Juni 1986) ist ein professioneller ukrainischer E-Sportler in dem Computerspiel StarCraft II. Der Nickname DIMAGA ist eine ukrainische Slang-Form seines Vornamens Dmytro.

## Werdegang
Dmytro Filiptschuk hat schon in Starcraft: Broodwar das erste Mal auf sich aufmerksam gemacht, indem er den ersten Platz beim World Cyber Games (WCG) 2008 Qualifier erreichen konnte und damit die Ukraine in Starcraft auf der WCG 2008 vertreten durfte. Jedoch kam DIMAGA auf dieser WCG in Köln nicht über die Gruppenphase hinaus. Damals war er noch ein Mitglied von RoX.KIS.
Vor allem in der Betaphase von Starcraft 2 konnte sich Dmytro Filiptschuk durch einen besonders einzigartigen Zerg-Style hervortun. So wurde er auch zu Day[9]s Turnier King of the Beta eingeladen, bei dem er aber auch nicht die Gruppenphase überstehen konnte. Zur Veröffentlichung von StarCraft 2 trat DIMAGA dem Team mTw bei.
Ein Höhepunkt in DIMAGAs Karriere war die Teilnahme an der GSL World Championship 2011 in Südkorea, wo er zuerst July und Mvp besiegen konnte. Später war DIMAGA der erste Zerg-Spieler, der NesTea in einem öffentlich übertragenen Zerg vs. Zerg Match besiegen konnte.
Seinen ersten großen Sieg errang DIMAGA auf der Assembly Summer 2011, wo er ein Preisgeld von 8000 Euro für sich verbuchen konnte. Es folgten Siege in vielen kleineren Turnieren mit Preisgeldern zwischen 200 US-Dollar und 1000 US-Dollar.
Auch im Jahr 2012 machte DIMAGA mehrmals auf sich aufmerksam. So konnte er bei der IEM Season VI – Global Challenge Kiev den zweiten Platz mit einem Preisgeld von 3300 US-Dollar für sich verbuchen. Bei der 2012 DreamHack Summer konnte er ebenfalls den zweiten Platz erreichen und damit ein Preisgeld von knapp 6000 Euro einstreichen.
Anfang 2015 gab er sein Karriereende als professioneller StarCraft-Spieler bekannt. Im Verlauf seiner Karriere hat er mehr als 60.000 Dollar Preisgeld gewonnen.

## Spielstil
DIMAGA war vor allem für seinen Einsatz von Banelingen bekannt, welche er schon in der Beta für sehr aggressive Attacken einsetzte.
Nach der Veröffentlichung von StarCraft II war DIMAGA aber ebenfalls für einen sehr makro-lastigen Stil bekannt.
In der ersten Hälfte des Jahres 2012 wurde sein Baneling-Stil vor allem gegen Protoss in Verbindung mit Overlord-Drops wieder sehr bekannt.

## Erfolge in SC2
| Jahr      | Turnier                                 | Platz       | Preisgeld |
| --------- | --------------------------------------- | ----------- | --------- |
| Aug. 2010 | IEM Season V – Global Challenge Colonge | 3. Platz    | 1400 $    |
| Okt. 2010 | Blizzcon Invitational 2010              | 4. Platz    | 3000 $    |
| Aug. 2011 | ASUS ROG Assembly Summer                | 1. Platz    | 8000 €    |
| Jan. 2012 | IEM Season VI – Global Challenge Kiev   | 2. Platz    | 3300 $    |
| Jan. 2012 | GSL – World Championship 2011           | 5.–8. Platz | 4450 $    |
| Jun. 2012 | DreamHack Open: Summer                  | 2. Platz    | 5900 €    |
| Mai 2013  | WCS Season 1 Europa                     | 3./4. Platz | 7000 $    |